# Isabel Jiménez García
Isabel Jiménez García (Macotera, Salamanca, España, 20 de septiembre de 1949) es una política española, que fue presidenta de la Diputación Provincial de Salamanca y alcaldesa de Macotera. 
Se matriculó en el Instituto Técnico de Estudios Comerciales. Mientras cursaba sus estudios superiores logró aprobar una oposición para la Mutua Laboral, trabajo que compatibilizó más tarde con los estudios de la Diplomatura de Graduado Social.
En 1977 se une a Alianza Popular (actual Partido Popular) trabajando en la campaña por los pueblos de la Provincia de Salamanca, hasta que en 1995 su trabajo con el partido se ve recompensado al lograr ser elegida procuradora de las Cortes de Castilla y León por Salamanca. Continua su carrera en 1998 al ser nombrada Delegada Territorial de la Junta de Castilla y León en Salamanca, siendo la primera mujer que ostenta el cargo. Tras cinco años como Delegada de la Junta, los dirigentes del Partido Popular deciden que sea la nueva Presidenta de la Diputación Provincial de Salamanca, siendo nombrada el 15 de julio de 2003, cargo del que fue reelegida en las elecciones del 27 de mayo del 2007, cargo que compaginaba con el de alcaldesa de Macotera, que logró en las mismas elecciones.
Además es miembro del Comité Ejecutivo Provincial y del Comité Ejecutivo Regional del Partido Popular, así como presidenta de la comisión de Asuntos Agrarios y Ganaderos de la Federación Regional de Municipios y Provincias (FRMP) desde el 2003.
Al margen de su labor política, también ha trabajado activamente por el avance de las mujeres en la sociedad, de este trabajo destaca la fundación en 1981 de la Asociación de Mujeres para la Democracia y su participación en 1993 en la Asociación Beatriz de Suabia.